# FCM Bacău
FCM Bacău was een Roemeense voetbalclub uit Bacău.
De club werd in 1950 opgericht en speelde in 1956 voor het eerst in de hoogste klasse. De beste plaats in de competitie was in 1972/73 toen de club 4de werd. In 2001 degradeerde de club maar wist toch in de hoogste klasse te blijven door de plaats in eerste van promovendus FC Baia Mare af te kopen. In 2006 kon de club degradatie echter niet vermijden.
In 2010 degradeerde de club naar de derde klasse, maar een jaar later volgde promotie naar de Liga 2. Na vier speelrondes in het seizoen 2012/13 trok de club zich om financiële redenen terug en hield op te bestaan.

## Erelijst
- Beker

Finalist: 1991

## Naamsveranderingen
- 1950 : Opgericht als Dinamo Bacău
- 1970 : SC Bacău
- 1990 : FC Bacău
- 1992 : FC Selena Bacău
- 1995 : AS Bacău
- 1997 : FCM Bacău

## Bacău in Europa
Uitslagen vanuit gezichtspunt FCM Bacău
| Seizoen | Competitie           | Ronde | Land               | Club           | Totaalscore | 1e W    | 2e W    | PUC  |
| ------- | -------------------- | ----- | ------------------ | -------------- | ----------- | ------- | ------- | ---- |
| 1969/70 | Jaarbeursstedenbeker | 1R    | Vlag van Malta     | Floriana FC    | 7-0         | 6-0 (T) | 1-0 (U) | 11.0 |
|         |                      | 2R    | Vlag van Noorwegen | Skeid Oslo     | 2-0         | 0-0 (U) | 2-0 (T) | 11.0 |
|         |                      | 1/8   | Vlag van Schotland | Kilmarnock FC  | 3-1         | 1-1 (U) | 2-0 (T) | 11.0 |
|         |                      | 1/4   | Vlag van Engeland  | Arsenal FC     | 1-9         | 0-2 (T) | 1-7 (U) | 11.0 |
| 1991/92 | Europacup II         | 1R    | Vlag van Duitsland | Werder Bremen  | 0-11        | 0-6 (T) | 0-5 (U) | 0.0  |
| 1999    | Intertoto Cup        | 1R    | Vlag van Armenië   | Ararat Jerevan | 0-2         | 0-1 (T) | 0-1 (U) | 0.0  |

Totaal aantal punten voor UEFA coëfficiënten: 11.0